# Традиционные графства Уэльса
Под традиционными графствами Уэльса понимается совокупность административно-территориальных единиц, сложившаяся после его завоевания и включения в государственную систему Англии.
Основы этого деления были заложены королём Эдуардом I в Рудланском статуте 1284 г. Согласно статуту, из территорий, входивших в конфедерацию Лливелина Последнего, были образованы пять графств, присоединенных к королевскому домену. Лорды Валлийской марки сохранили своё фактически независимое положение в знак признания их заслуг в покорении Уэльса.
В таком виде Уэльс просуществовал до 1535 г., когда Генрих VIII произвел аннексию территорий оставшихся лордств Марки (к этому моменту многие из них уже вошли в состав королевских владений как выморочное имущество). Данная акция была произведена с целью упорядочивания и унификации административной системы Англии. В рамках программы, проводимой правительством Томаса Кромвеля, Актами о Законах Уэльса 1535-1542 г. была образована система деления Уэльса на тринадцать графств, просуществовавшая до административной реформы 1888 г.

## Традиционные графства
| 1. Монмутшир (Sir Fynwy)2 2. Гламорган (Sir Forgannwg or Morgannwg)3 3. Кармартеншир (Sir Gaerfyrddin)1 4. Пембрукшир (Sir Benfro)3 5. Кардиганшир (Sir Aberteifi)1 6. Брекнокшир (Sir Frycheiniog)2 7. Радноршир (Sir Faesyfed)2 8. Монтгомеришир (Sir Drefaldwyn)2 9. Денбишир (Sir Ddinbych)2 10. Флинтшир (Sir y Fflint)1 11. Мерионетшир (Sir Feirionnydd)1 12. Карнарвоншир (Sir Gaernarfon)1 13. Англси (Sir Fôn)1 |

1. Графства, образованные в 1284 г.
2. Графства, образованные в 1535 г.
3. Существовавшие до завоевания Уэльса Эдуардом I графство Пембрукшир и лордство Гламорган.